# Michael Su
Michael „Mike“ H. Su (* 10. Dezember 1967 in Taipeh) ist ein taiwanisch-US-amerikanischer Kameramann, Filmschaffender, Schauspieler und Synchronsprecher.

## Leben
Su wurde am 10. Dezember 1967 in Taipeh geboren. Spätestens seit Beginn der 1990er Jahre lebt und wirkt er in den USA. Ab 1992 trat er als Schauspieler in Film- und Serienproduktionen sowie als Synchronsprecher in der Zeichentrickserie Where on Earth Is Carmen Sandiego? in Erscheinung. 1992 mimte er eine Nebenrolle in Singles – Gemeinsam einsam. Zwischen 1993 und 1995 verkörperte er die Rolle des Henrys in der Fernsehserie Love & War. Bereits 1998 trat er als Produzent für den Film Sorcerers in Erscheinung, ehe er sich ab der Jahrtausendwende hauptsächlich mit Tätigkeiten „hinter der Kamera“ beschäftigte. Zwischen 2012 und 2018 fungierte er in 43 Episoden der US-amerikanischen Reality-TV-Serie Alle meine Frauen als verantwortlicher Kameramann. Seit 2021 übernimmt er Tätigkeiten in The-Asylum-Filmproduktionen. So war er unter anderen 2021 in War of the Worlds – Die Vernichtung, 2022 in Shark Side of the Moon und 2025 Armageddon – Willkommen im Multiversum und 2023 in Ape vs. Mecha Ape als Kameramann tätig. In 2025 Armageddon – Willkommen im Multiversum fungierte er zusätzlich als Regisseur und übernahm eine kleine Nebenrolle.

## Filmografie (Auswahl)

### Kamera
- 2003: The Revolting Dead
- 2003: The Arbitrators
- 2003: Crouching Waiter Hidden Chef (Kurzfilm)
- 2005: Inner Demon (Kurzfilm)
- 2005: The Gunslinger (Kurzfilm)
- 2006: Wonder Woman: Balance of Power (Kurzfilm)
- 2007: Doomed
- 2007: Night Visit (Kurzfilm)
- 2008: Road to Hell
- 2008: BloodRayne: A Fan Film (Kurzfilm)
- 2009: Losing Faith
- 2009: Super Undead Doctor Roach (Kurzfilm)
- 2009: 300 Pounds (Kurzfilm)
- 2009: The Next Step (Kurzfilm)
- 2009: Killer Biker Chicks
- 2010: Holly's World (Fernsehserie, 2 Episoden)
- 2010: Ultimate Women Challenge (Fernsehserie)
- 2011: The Adventures of Loop & Rhett (Kurzfilm)
- 2011: Pie (Kurzfilm)
- 2011: Johnny Reaper (Kurzfilm)
- 2012: Saving Faith
- 2012: The Will Edwards Show (Fernsehserie)
- 2012: The Gift (Kurzfilm)
- 2012: Die Aquarium-Profis (Tanked, Fernsehserie, 6 Episoden)
- 2012–2018: Alle meine Frauen (Sister Wives, Fernsehserie, 43 Episoden)
- 2013: Best Bachelorette Party Ever (Kurzfilm)
- 2013: A Look Back at 'Captain America' (Kurzfilm)
- 2013: Rick der Restaurator (American Restoration, Fernsehserie, 3 Episoden)
- 2014: Frenemies (Fernsehserie, 2 Episoden)
- 2014: The Interrogation of Cheryl Cooper
- 2014: Heidi
- 2014: Project M
- 2014–2015: Brain Games (Fernsehserie, 11 Episoden)
- 2015: The Perfect Physique (Dokumentation)
- 2015: Flower (Kurzfilm)
- 2016: The Secrets of the Keys
- 2016: Mandala (Fernsehserie, 3 Episoden)
- 2016: Cyborg Nemesis: The Dark Rift
- 2016: Secret Identity Show (Fernsehserie, 5 Episoden)
- 2017: Interstellar Civil War
- 2017: Misguided Behavior
- 2017: Lingerie Fighting Championships 23: Guilty Pleasures (Fernsehspezial)
- 2017: Party Bus to Hell
- 2017: She Will Be Loved (Kurzfilm)
- 2017: Common Threads (Kurzfilm)
- 2018: Diminuendo
- 2019: Becoming the Keys
- 2019: Automation
- 2019: Seven deadly Sins
- 2019: War Ghost (Kurzfilm)
- 2020: Attack of the Unknown
- 2020: Pool Boy Nightmare (Fernsehfilm)
- 2021: Pretty Boy
- 2021: War of the Worlds – Die Vernichtung (War of the Worlds: Annihilation)
- 2022: Framed by My Sister (Fernsehfilm)
- 2022: English Estate (Fernsehfilm)
- 2022: Shark Side of the Moon
- 2022: The Secret Life of College Escorts (Fernsehfilm)
- 2022: Bridge of the Doomed
- 2022: Space Wars: Quest for the Deepstar
- 2022: A Belgian Chocolate Christmas
- 2022: Bleach
- 2022: 2025 Armageddon – Willkommen im Multiversum (2025 Armageddon)
- 2023: Bermuda Island
- 2023: The Weapon
- 2023: Ape vs. Mecha Ape
- 2023: Hell's Coming for You
- 2023: Transmorphers 2: Kriegsbestien-Mech (Transmorphers: Mech Beasts)
- 2024: 24 Hours to D-Day – Schlacht der Entscheidung (24 Hours to D-Day)
- 2024: The Twisters
- 2024: Earthquake Underground
- 2024: Alien: Rubicon

#### Musikvideos
- 2015: Twiztid: FTS
- 2016: Child Bite: Vermin Mentality
- 2021: Five Finger Death Punch: Darkness Settles In (auch Regie)

### Regie
- 2003: The Revolting Dead
- 2003: The Arbitrators (Kurzfilm)
- 2003: Crouching Waiter Hidden Chef (Kurzfilm)
- 2007: Doomed
- 2011: My Demon Within
- 2011: The Adventures of Loop & Rhett (Kurzfilm)
- 2016: The Secrets of the Keys
- 2019: Becoming the Keys
- 2019: The Val Chronicles (Fernsehserie, Pilotfolge)
- 2022: Numbers
- 2022: Bridge of the Doomed
- 2022: Tommyknockers
- 2022: 2025 Armageddon – Willkommen im Multiversum (2025 Armageddon)
- 2023: Snow White and the Seven Samurai
- 2023: Transmorphers 2: Kriegsbestien-Mech (Transmorphers: Mech Beasts)
- 2024: The Twisters

### Produzent
- 1998: Sorcerers
- 2003: The Arbitrators (Kurzfilm)
- 2006: Wonder Woman: Balance of Power (Kurzfilm)
- 2011: My Demon Within
- 2014: The Interrogation of Cheryl Cooper
- 2016: Cyborg Nemesis: The Dark Rift
- 2017: Interstellar Civil War

### Drehbuchautor
- 2003: The Revolting Dead (Kurzfilm)
- 2003: Crouching Waiter Hidden Chef (Kurzfilm)
- 2010: Taken by Force
- 2011: My Demon Within

### Filmeditor
- 2003: The Arbitrators (Kurzfilm)
- 2012: The Gift (Kurzfilm)
- 2016: The Secrets of the Keys
- 2019: Becoming the Keys

### Schauspiel
- 1992: Singles – Gemeinsam einsam (Singles)
- 1993: Atomic Samurai
- 1993–1995: Love & War (Fernsehserie, 3 Episoden)
- 2000: Epoch of Lotus
- 2003: The Revolting Dead
- 2007: Urban Assault (TKO)
- 2011: The Adventures of Loop & Rhett (Kurzfilm)
- 2018: Diminuendo
- 2022: Numbers
- 2022: 2025 Armageddon – Willkommen im Multiversum (2025 Armageddon)

### Synchronisationen
- 1994: Where on Earth Is Carmen Sandiego? (Zeichentrickserie, 9 Episoden)